# Nico González
Nicolás González Iglesias (A Coruña, 3 januari 2002), bekend als Nico is een Spaans voetballer die doorgaans speelt als middenvelder. Hij stroomde door vanuit de jeugdopleiding van FC Barcelona. Hij verruilde FC Porto in de winter van 2025 voor Manchester City.

## Clubcarrière

### FC Barcelona
González begon zijn carrière in de jeugd van Montañeros CF, maar werd in 2013 opgenomen in La Masia van FC Barcelona. González brak door in de jeugd en doorliep alle jeugdelftallen. Hij won de titel in 2015/16, 2016/17, 2017/18 en 2019/20 in de jeugdklasse. Hij debuteerde op 17-jarige leeftijd voor FC Barcelona B op 19 mei 2019 tegen CD Castellón dat eindigde in 1-1.  In totaal speelde hij 27 wedstrijden voor het tweede elftal van Barcelona.
Op 12 mei 2021 verlengde hij zijn contract tot medio 2024. González debuteerde onder trainer Ronald Koeman in de eerste wedstrijd van het seizoen 2021/22 tegen Real Sociedad. Op 2 november maakte hij zijn debuut in de Champions League in een wedstrijd tegen Dynamo Kiev. In december was hij in twee achtereenvolgende competitiewedstrijden tegen Osasuna en Elche goed voor zijn eerste twee treffers voor FC Barcelona. Op 20 januari 2022 werd hij officieel geregistreerd als speler van het eerste elftal. Hij speelde 37 wedstrijden voor FC Barcelona dat seizoen en kwam daarin tot twee goals en twee assists. 

### Valencia CF
In augustus 2022 verlengde hij zijn contract voor twee seizoenen en werd hij voor de rest van het seizoen 2022/23 uitgeleend aan Valencia. Op 14 augustus maakte hij tegen Girona zijn debuut voor Valencia. Op 4 september maakte hij in een 5-1 overwinning op Getafe zijn eerste doelpunt voor de club. Tussen januari en maart 2023 lag hij eruit met een gebroken middenvoetsbeentje, maar daarna werd hij direct weer basisspeler. Hij kwam tot 26 wedstrijden voor Valencia.

### FC Porto
Op 30 juli 2023 maakte hij de overstap naar FC Porto voor circa €8,5 miljoen, een bedrag dat met bonussen kon oplopen tot €10 miljoen. Hij tekende een contract tot medio 2028. Barça behield 40 procent van zijn transferrechten. Hij maakte zijn debuut voor de club op 14 augustus 2023, toen hij in de 70e minuut als invaller Romário Baró verving tijdens een uitwedstrijd tegen Moreirense, die met 2–1 werd gewonnen in de Primeira Liga. Een week later stond Nico voor het eerst in de basis bij Porto, in een 2–1 thuisoverwinning op Farense. Op 8 maart 2024 was hij tegen Portimonense goed voor zijn eerste doelpunt voor FC Porto. Hij beleefde een uitstekende eerste seizoenshelft van 2024/25, met zeven goals en zes assists in 29 wedstrijden. 

### Manchester City
Op 3 februari 2025 werd bekend dat Nico een transfer maakt naar Manchester City voor een bedrag van €60 miljoen, waarvan Barça ongeveer €20 miljoen ontvangt. Daar moet hij het verlies van landgenoot Rodri, die de rest van het seizoen moet missen door een blessure. 

## Clubstatistieken

### Beloften
| Seizoen         | Club                 | Competitie         | Competitie | Competitie |
| Seizoen         | Club                 | Competitie         | Wed.       | Dlp.       |
| --------------- | -------------------- | ------------------ | ---------- | ---------- |
| 2018/19         | FC Barcelona Atlètic | Segunda División B | 1          | 0          |
| 2019/20         | FC Barcelona Atlètic | Segunda División B | 0          | 0          |
| 2020/21         | FC Barcelona Atlètic | Segunda División B | 24         | 0          |
| 2021/22         | FC Barcelona Atlètic | Primera RFEF       | 2          | 0          |
| Beloften totaal | Beloften totaal      | Beloften totaal    | 27         | 0          |

### Senioren
| Seizoen         | Club            | Competitie       | Competitie | Competitie | Beker | Beker | Internationaal | Internationaal | Totaal | Totaal |
| Seizoen         | Club            | Competitie       | Wed.       | Dlp.       | Wed.  | Dlp.  | Wed.           | Dlp.           | Wed.   | Dlp.   |
| --------------- | --------------- | ---------------- | ---------- | ---------- | ----- | ----- | -------------- | -------------- | ------ | ------ |
| 2021/22         | FC Barcelona    | Primera División | 27         | 2          | 3     | 0     | 7              | 0              | 37     | 2      |
| 2022/23         | → Valencia      | Primera División | 26         | 1          | 0     | 0     | —              | —              | 26     | 1      |
| 2023/24         | FC Porto        | Primeira Liga    | 25         | 2          | 8     | 0     | 6              | 0              | 39     | 2      |
| 2024/25         | FC Porto        | Primeira Liga    | 17         | 5          | 5     | 1     | 7              | 1              | 29     | 7      |
| 2024/25         | Manchester City | Premier League   | 0          | 0          | 0     | 0     | 0              | 0              | 0      | 0      |
| Senioren totaal | Senioren totaal | Senioren totaal  | 95         | 10         | 16    | 1     | 20             | 1              | 131    | 12     |

Bijgewerkt t/m 6 februari 2025.

## Privé
Nico is de zoon van voormalig Spaans profvoetballer Fran González.